# Lubango
Lubango is de provinciehoofdstad van Huíla in Angola. De stad ligt in het westen van de provincie en in de zuidwestpunt van het land. Lubango heeft een internationale luchthaven, Lubango Airport, en is per trein verbonden met andere steden. De stad telde 31.674 inwoners bij de volkstelling van 1970, waarmee het toen de 6e stad van het land vormde.

## Geschiedenis
Het gebied waar Lubango ligt, werd begin jaren 1880 gekoloniseerd toen Afrikaners uit de Zuid-Afrikaansche Republiek afkwamen op de vruchtbare grond, de 'Dorslandtrek'. Deze boeren verkregen vervolgens het staatsburgerschap van Portugal, waarvan Angola in die tijd een kolonie was. Toen ze echter geen eigendomsrecht over de grond kregen, trokken de meesten van hen zuidwaarts naar Duits-Zuidwest-Afrika, het huidige Namibië.
In 1882 werd de regio geherkoloniseerd door een duizendtal Portugese kolonisten van het verarmde eiland Madeira. Zij teelden met succes voornamelijk aardappelen. In 1910 waren er al meer dan 1700 kolonisten in de nederzetting, die als Lubango werd aangeduid.
In 1923 was Lubango per spoor verbonden met de ten zuidwesten gelegen kuststad Moçâmedes. Lubango werd toen officieel een stad en omgedoopt in Sá da Bandeira.
Lubango ligt tegen een hoogvlakte aan, Humpata. Het gematigde klimaat maakte het gebied tot een geliefde toeristische plaats.
Na de onafhankelijkheid van Angola in 1975 werd de stad weer tot Lubango omgedoopt. Gedurende de hieropvolgende Angolese burgeroorlog was Lubango een belangrijke basis van Angolese, Cubaanse en SWAPO-troepen. Gedurende de burgeroorlog is deze plaats altijd in handen van de regering gebleven. Het gevolg was dat veel vluchtelingen uit de omringende districten rond de stad gingen wonen. De stad is relatief ongeschonden uit de oorlog gekomen.